# Elezioni politiche a San Marino del 1945
Le elezioni politiche a San Marino del 1945 (XII legislatura) si svolsero l'11 marzo. Furono le prime dopo la fine della guerra, con la conseguente totale defascistizzazione della repubblica e il ritorno di liste concorrenti.

## Sistema elettorale
Sono elettori i cittadini sammarinesi maschi maggiori di 24 anni (suffragio universale maschile).

## Le liste
Alle elezioni del 1945 erano presenti due liste:
- CdL  - Comitato della Libertà, comprendendo Partito Comunista Sammarinese e Partito Socialista Sammarinese
- AP - Alleanza Popolare, comprendendo forze moderate e conservatrici

## Risultati
| Comitato della Libertà | 2 214 | 66,57 | 40 |  |  |  |
| Alleanza Popolare      | 1 142 | 34,34 | 20 |  |  |  |
| Totale                 | 3 326 | 100   | 60 |  |  |  |
|                        |       |       |    |  |  |  |
| Voti non validi        | 30    | 0,89  |    |  |  |  |
| Votanti                | 3 356 | 57,41 |    |  |  |  |
| Elettori               | 5 846 |       |    |  |  |  |